# Nepka
Nepka – osada na Saharze, w zachodniej Algierii, w pobliżu Foumiret.